# Devis Boschiero
Devis Boschiero (Chioggia, 29 luglio 1981) è un pugile italiano.

## Carriera
Allenato dall'ex pugile olimpionico Gino Freo, dopo una esperienza dilettantistica che gli frutta cinque titoli italiani consecutivi ma nessuna convocazione in nazionale, fa il suo debutto tra i professionisti nel 2004, battendo l'avversario Pavel Nemecek a Castelfranco Veneto.
Nel 2006 vince il vacante titolo internazionale IBF dei super piuma contro l'italo-belga Ermano Fegatilli, e lo difende nel 2007 contro il pugile ungherese Ferenc Szabo.
Nel 2008 conquista il titolo europeo EBU, battendo ai punti il pugile spagnolo Jesus Garcia Escalona. Difende vittoriosamente la cintura in cinque occasioni, fino al 2014 quando viene sconfitto dall'imbattuto campione francese Ramon Jacobs. Chiede ed ottiene la rivincita nei sei mesi successivi, ma viene nuovamente battuto.
Nel 2010 si prende per la prima volta il titolo italiano professionisti contro Ivan Fiorletta, per poi lasciarlo vacante dopo l'unica difesa volontaria col mestierante Luigi Mantegna.  
Nel 2011 lancia la sfida a Takahiro Ao per il titolo mondiale WBC ma perde ai punti, dopo un verdetto molto contestato. Nel 2016 gli si presenta l'opportunità di partecipare alle Olimpiadi, dopo la decisione dell'AIBA di ammettere ai Giochi di Rio anche i pugili professionisti, ma rinuncia alla spedizione azzurra, dopo aver ottenuto una nuova chance mondiale, che però perde malamente contro il britannico Martin Joseph Ward. 
Nel 2018 si riprende la cintura EBU battendo Faroukh Kourbanov, in questo modo ottiene la possibilità di affrontare il campione Martin Ward per il titolo internazionale IBF, in un match equilibrato che però perde ai punti. Nel 2019 si riscatta vincendo il titolo intercontinentale, sempre per la sigla IBF, contro l'emergente Ivan Tomas. Ad ottobre 2021 prova ad unificare le cinture, tentando la conquista dell'intercontinentale WBO, ma viene sconfitto dal connazionale Francesco Patera. Pochi giorni dopo annuncia il suo ritiro.  

### Vicende giudiziarie
Nel 2009 viene arrestato per spaccio di droga, dopo che la squadra Mobile rinviene nella sua abitazione 13 grammi di cocaina e 3 grammi di marijuana. Patteggia una condanna ad un anno e otto mesi per il reato di detenzione di sostanze stupefacenti. Finisce nuovamente nei guai nel 2011 quando viene nuovamente arrestato per spaccio.
Nel 2014 viene sorpreso alla guida con patente revocata, e rifiuta di sottoporsi all'alcoltest ed agli accertamenti tossicologici.